# Osiedle Kopernika (Żywiec)
Osiedle Kopernika – osiedle w Żywcu, w dzielnicy Sporysz.
Osiedle położone jest w dzielnicy Sporysz, pomiędzy ul. Kopernika, którą przebiega droga wojewódzka nr 945, a rzeką Koszarawą.